# Debelde
Debelldeh en albanais et Debelde en serbe latin (en serbe cyrillique : Дебелде) est une localité du Kosovo située dans la commune/municipalité de Viti/Vitina, district de Gjilan/Gnjilane (Kosovo) ou district de Kosovo-Pomoravlje (Serbie). Selon le recensement kosovar de 2011, elle compte 339 habitants, tous albanais. 

## Démographie

### Évolution historique de la population dans la localité
| 1948 | 1953 | 1961 | 1971 | 1981 | 1991 | 2011 |
| ---- | ---- | ---- | ---- | ---- | ---- | ---- |
| 344  | 402  | 402  | 517  | 601  | 724  | 339  |

|  |